# Simulium bordai
Simulium bordai är en tvåvingeart som beskrevs av Coscaron och Peter Wolfgang Wygodzinsky 1972. Simulium bordai ingår i släktet Simulium och familjen knott.
Artens utbredningsområde är Bolivia. Inga underarter finns listade i Catalogue of Life.